# 1404
1404 (MCDIV) a fost un an bisect al calendarului iulian, care a început într-o zi de marți.

## Nașteri
- 18 februarie: Leon Battista Alberti, arhitect, scriitor, pictor, sculptor, filosof italian (d. 1472)
- 14 octombrie: Maria de Anjou, soția regelui Carol al VII-lea al Franței (d. 1463)

### Nedatate
- octombrie: Gilles de Rais (a.k.a. Barbă Albastră), baron și mareșal francez, recunoscut pentru cruzimea sa (d. 1440)

## Decese
- 1 octombrie: Papa Bonifaciu al IX-lea  (n. 1356)
- 27 aprilie: Filip al II-lea, Duce de Burgundia  (n. 1342)
- 14 septembrie: Albert al IV-lea, Duce al Austriei duce al Austriei (n. 1377)
- dată necunoscută: Harihara al II-lea  (n. 1377)